# Capitata
Capitata è una famiglia di Hydrozoa.
Secondo altri ordinamenti tassonomici la famiglia Capitata viene inserita nel sottordine Anthoathecatae o, considerando Hydrozoa come superclasse, come incertae sedis nella classe Hydroidomedusa, subclasse Anthomedusae.

## Generi
- Microcampana
- Paulinum
- Tetraralphia
- Yakovia